# Kylie Jenner
Kylie Kristen Jenner (Los Angeles, 10 augustus 1997) is een Amerikaans televisiepersoonlijkheid, ondernemer en internetbekendheid, bekend geworden door de realityserie Keeping Up with the Kardashians. Ze is de oprichter van het succesvolle cosmeticabedrijf Kylie Cosmetics. Het tijdschrift Forbes riep haar in 2019 uit tot de jongste selfmade miljardair van de wereld, maar de kwalificatie 'selfmade' is omstreden.

## Biografie
Kylie Jenner is de jongste dochter van voormalig tienkamper Caitlyn Jenner (destijds bekend als Bruce Jenner) en televisiepersoonlijkheid Kris Houghton. Ze heeft een oudere zus, Kendall. Aan de kant van Kris' familie heeft ze drie oudere halfzussen, Kourtney, Kim en Khloé, en een oudere halfbroer Rob. Jenner heeft drie oudere halfbroers aan de kant van Caitlyns familie - onder wie Burt, Brody en Brandon - en oudere halfzus Cassandra.
Sinds 2007 trad Jenner met haar ouders en broers en zussen op in de realityserie Keeping Up with the Kardashians. De serie werd mateloos populair en Jenner verscheen ook in diverse spin-offs. Ze richtte zich vanaf 2013 op een eigen carrière. Dit begon met het opzetten van een kleding- en sieradenlijn voor kledingmerk PacSun met haar zus Kendall. Later volgde nog een schoenen- en handtassenlijn, die de zussen ontwierpen voor modeontwerper Steve Madden. Terwijl Kendall zich meer ging toeleggen op het modellenwerk, bleef Kylie zaken opzetten; zo lanceerde ze eind 2014 haar eigen lijn van haarextensies, genaamd Kylie Hair Kouture. In 2015 werkten de zussen samen met kledingwinkel Topshop aan een nieuwe kledinglijn, Kendall + Kylie,  . Vlak erna richtte Kylie haar eigen cosmeticalijn op, waarvan de naam van Kylie Lip Kit al spoedig veranderde in Kylie Cosmetics. Met de zonnebrillenfirma Quay Australia ontwierp ze daarnaast een eigen collectie van zonnebrillen: Quay x Kylie. Het cosmeticabedrijf van Jenner heeft honderden miljoenen dollar aan make-up verkocht; het heeft haar een van de rijkste jongeren ter wereld gemaakt. Een groot deel van haar succes heeft ze, met miljoenen volgers op Instagram en Snapchat, te danken aan de sociale media.
Het vermogen van Jenner werd in 2019 geschat op 1 miljard dollar. In april 2020 bleek dat ze een vermogen had van 700 miljoen na belastingaangifte.
Ze heeft met rapper Travis Scott een dochter en een zoon.
In 2023 kreeg ze een relatie met Timothée Chalamet.